# فامرکا

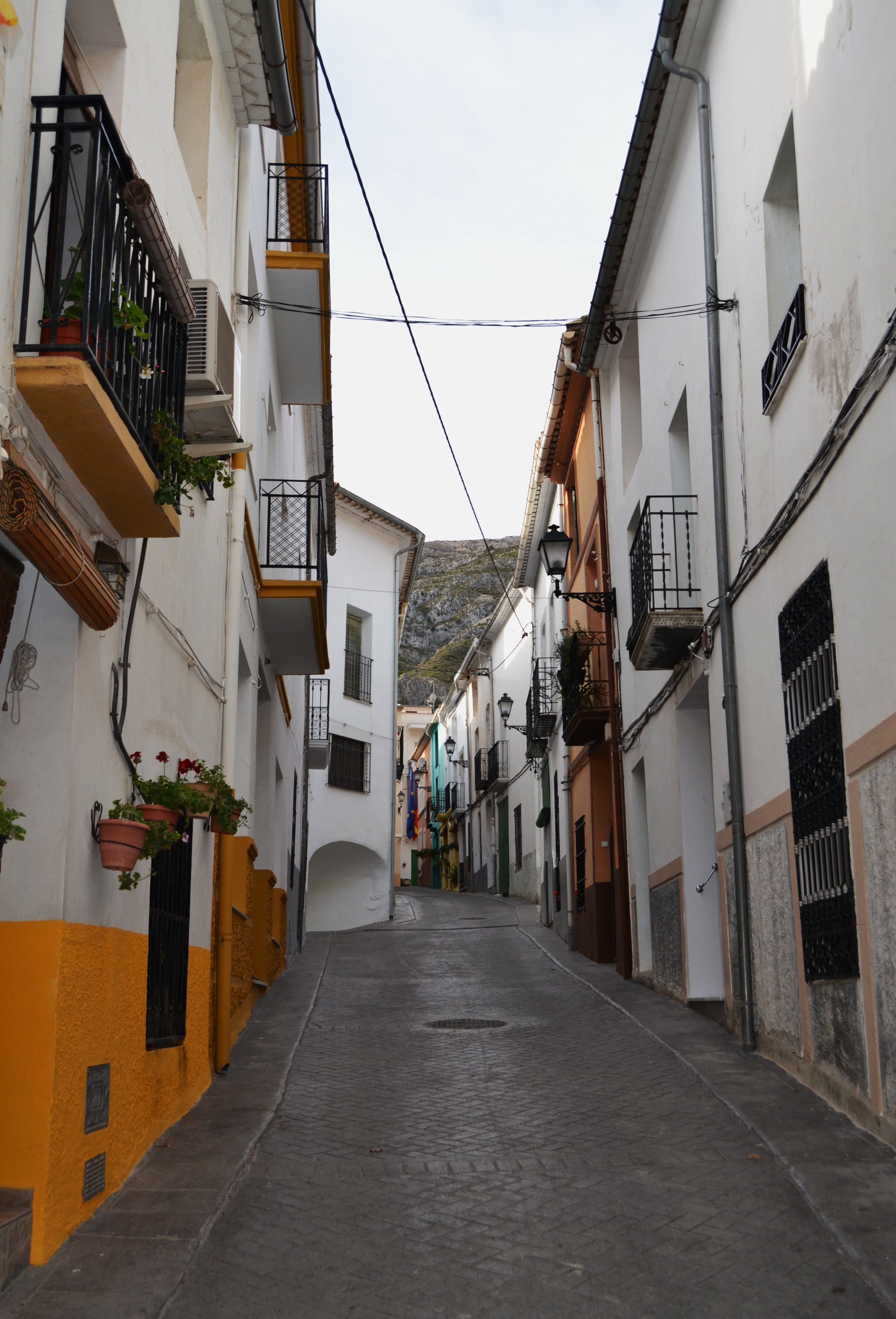
نمایی از دهستان فامرکا در آلیکانتهٔ اسپانیا - ۲۰۱۲

فامرکا دهستانی در استان آلیکانتهٔ اسپانیا است.
در این دهستان ۵۴ نفر زندگی می‌کنند. مساحت این دهستان ۹٫۶۸ کیلومتر مربع است.